# Bernd Hartmann (Bildhauer)

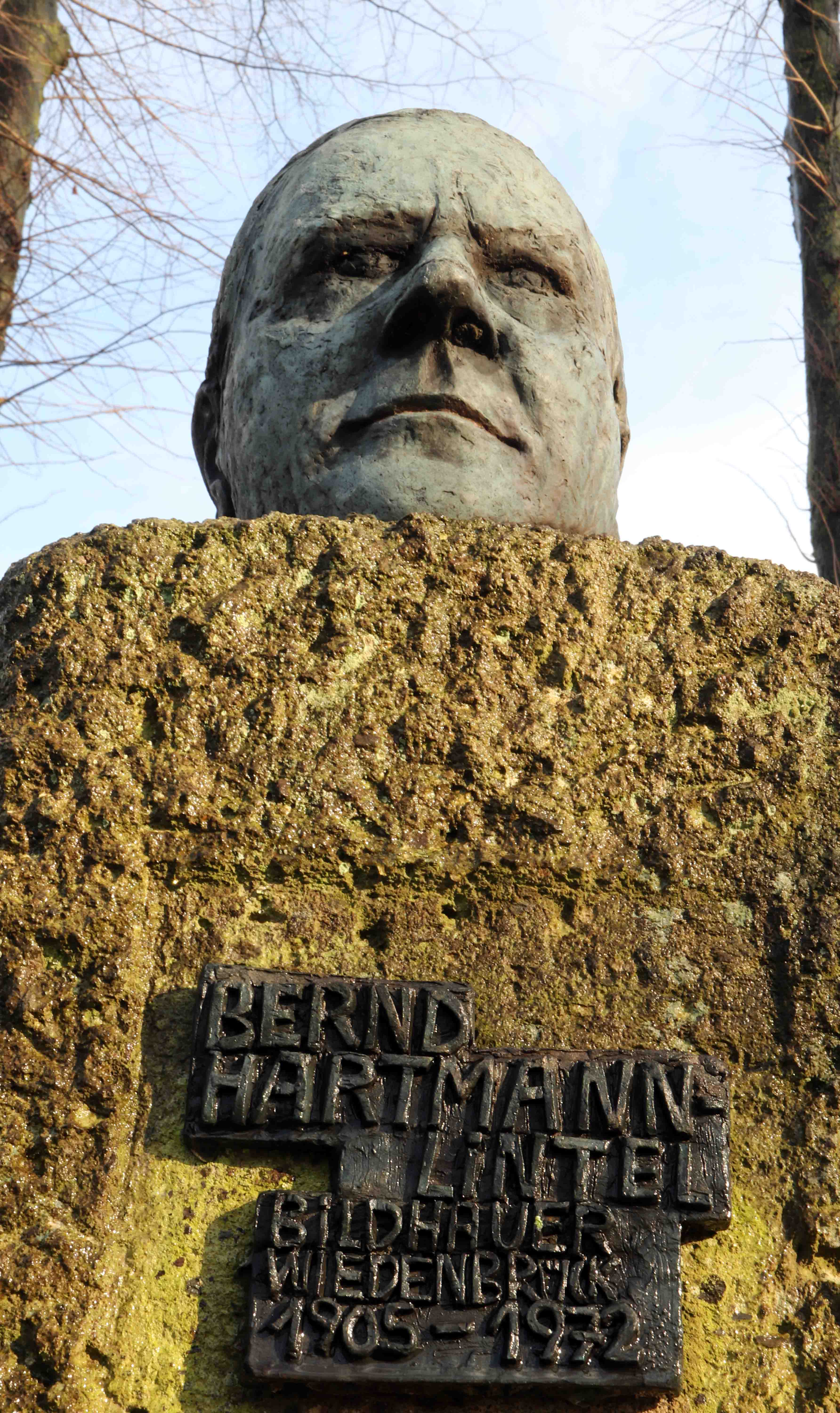
Ima Hartmann-Rochelle: Bernd-Hartmann-Büste in Rheda-Wiedenbrück

Bernd Hartmann (* 11. Oktober 1905 in Wiedenbrück; † 28. Oktober 1972 in Rheda-Wiedenbrück), Künstlernamen Bernd Hartmann-Wiedenbrück und Bernd Hartmann-Lintel, war ein deutscher akademischer Bildhauer und Kirchenkünstler der Wiedenbrücker Schule.

## Leben
Hartmann stammte aus einer Künstlerfamilie. Auch sein Vater Heinrich Hartmann (1868–1937) und sein Bruder Hubert Hartmann (1915–2006) waren Bildhauer. Nach einer Bildhauerausbildung in Wiedenbrück von 1920 bis 1924 arbeitete Bernd Hartmann zunächst in Kleve, Osnabrück und Düsseldorf. Von 1927 bis 1935 studierte er in München, es folgten Professuren in Münster und München.
In der Zeit des Nationalsozialismus war Hartmann Mitglied der Reichskammer der bildenden Künste. Für diese Zeit ist seine Teilnahme an 10 Ausstellung sicher belegt, darunter von 1937 bis 1944 mit insgesamt 20 Arbeiten an der Großen Deutschen Kunstausstellung im Münchner Haus der Deutschen Kunst. Viele seiner Werke aus dieser Zeit zählen zur nationalsozialistischen Propagandakunst, so die beiden von Adolf Hitler erworbenen Statuen „Minenstecher“ (1940, Kaufpreis 5.900 RM) und „Schütze“ (1941, Kaufpreis 14.000 RM) sowie die von Otto Georg Schulze-Anné (1941–45 Kreisleiter des Landkreises Samter im besetzten Polen) erstandene Statue „Aufstürmender Grenadier“ (1943, Kaufpreis 18.000 RM). Arbeiten des Künstlers fanden wiederholt Würdigung durch die nationalsozialistische Propagandapresse.
Nach Ende des Zweiten Weltkriegs lebte Bernd Hartmann in Lintel (ab 1970: Ortsteil von Rheda-Wiedenbrück) und widmete sich überwiegend kirchlicher Kunst. 1956 heiratete er die Künstlerin Ima Rochelle. Bernd Hartmann starb 1972. In Rheda-Wiedenbrück wurde nach ihm die Straße an seinem ehemaligen Wohnhaus benannt. Überdies wurde eine von seiner Ehefrau angefertigte Büste des Bildhauers in einer öffentlichen Grünanlage der Stadt aufgestellt und im Jahr 2025 in das Museum Wiedenbrücker Schule verbracht.

## Werk (Auswahl)

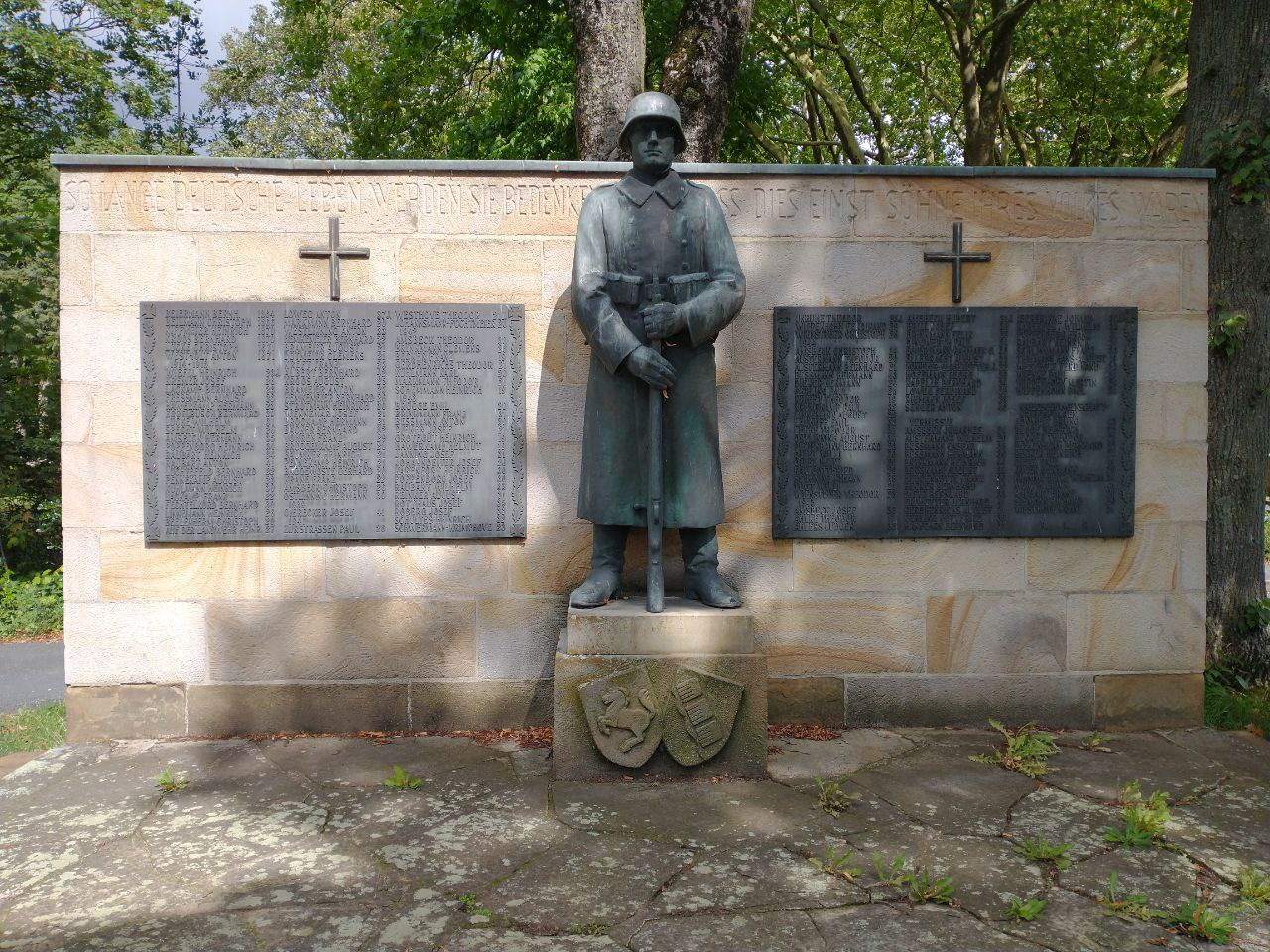
Ehemaliges Kriegerdenkmal in Greffen. Inschrift: „Solange Deutsche leben, werden sie bedenken, dass dies einst Söhne ihres Volkes waren.“

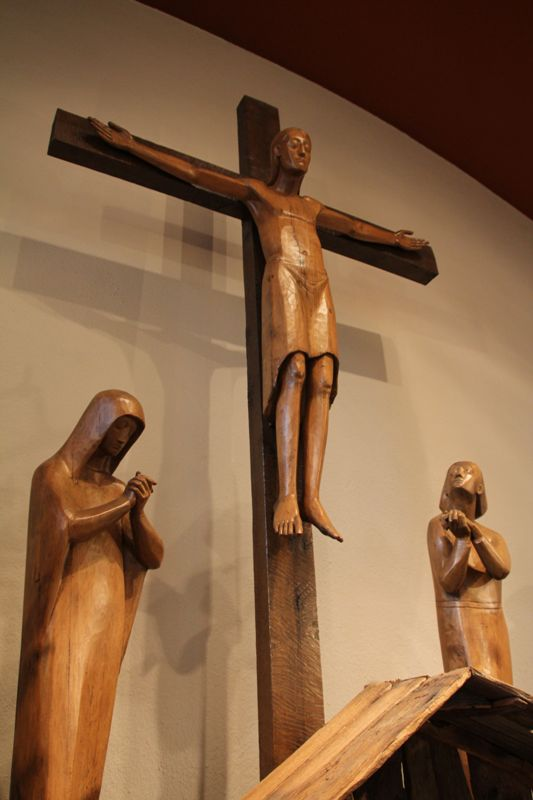
Kreuzigungsgruppe in der evangelischen Kreuzkirche, Wiedenbrück

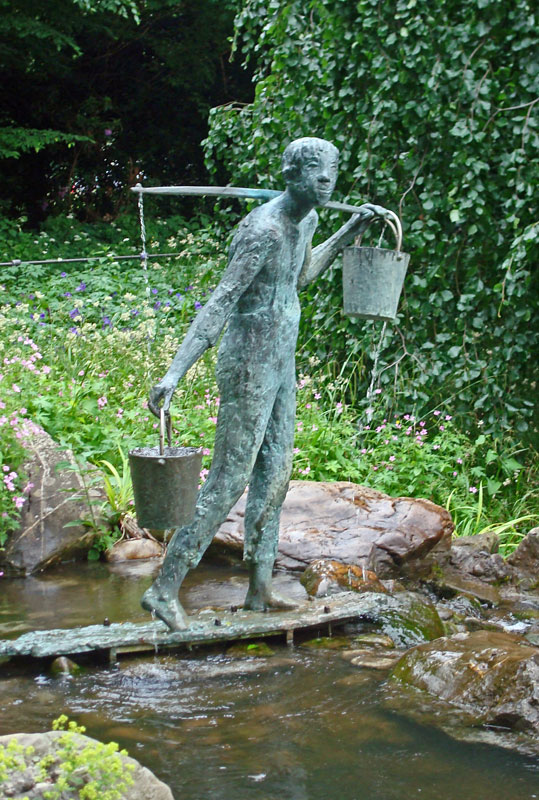
Wasserträger in Gütersloh (Aufnahme 2012; 2013 gestohlen)

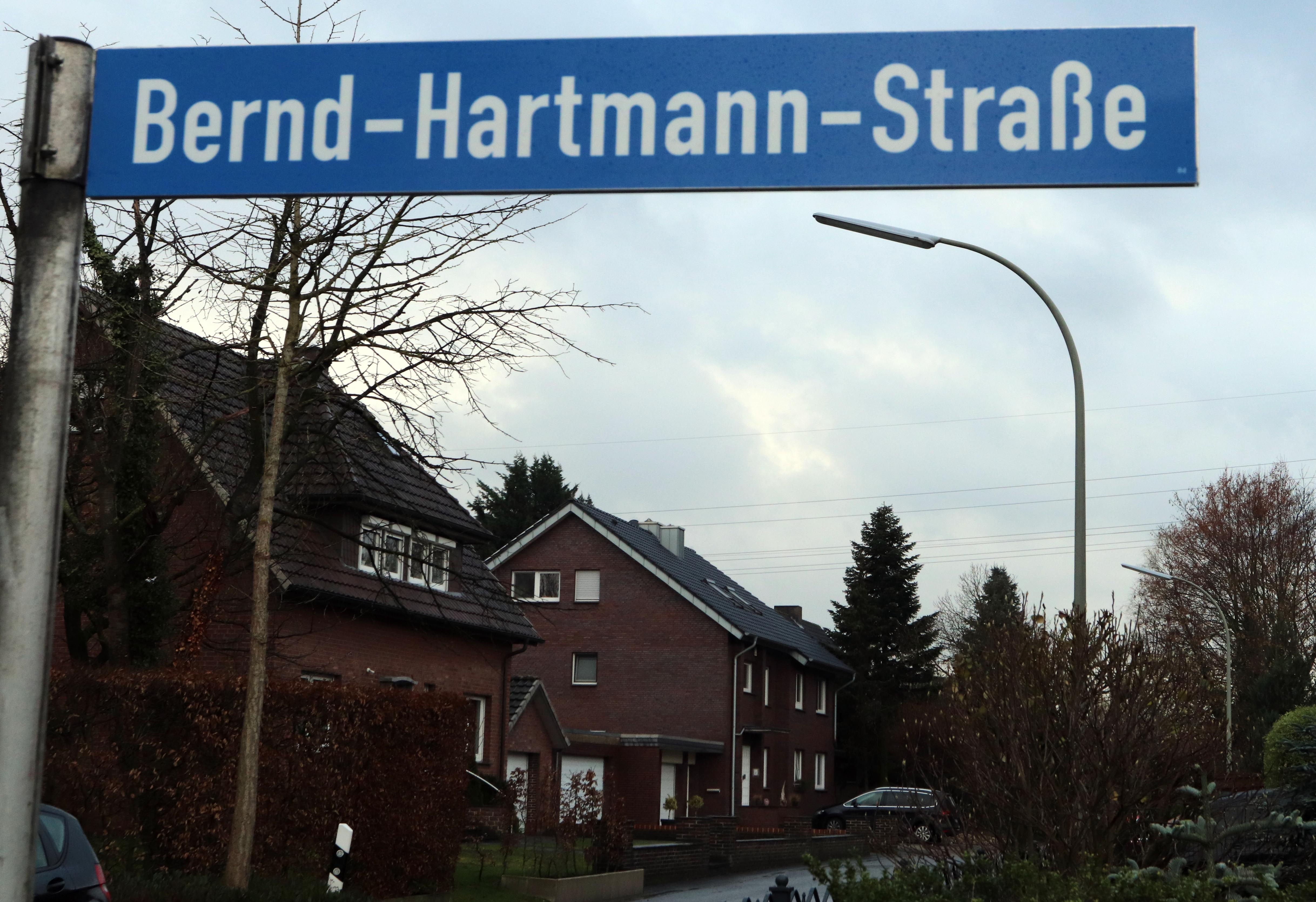
Bernd-Hartmann-Straße, Rheda-Wiedenbrück

- Bildnis des Hauptmanns Rohmeder (Große Münchener Kunstausstellung 1934).[13]
- Kriegerdenkmal in Greffen (1938, Neuguss von Hubert Hartmann 1966, gestohlen 2025).[14][15]
- Pflasterer (Große Deutsche Kunstausstellung 1939).[16]
- Porträt Professor Georg Buchner. (Große Deutsche Kunstausstellung 1939).[17]
- Minenstecher (Große Deutsche Kunstausstellung 1940).[18]
- Schütze (Große Deutsche Kunstausstellung 1941).[19]
- Spähtrupp (Große Deutsche Kunstausstellung 1942).[20]
- Oberstleutnant Dr. Egid Gehring (Große Deutsche Kunstausstellung 1942).[21]
- Porträt Maler Karl Ewald Olszewski (Große Deutsche Kunstausstellung 1943).[22]
- Aufstürmender Grenadier (Große Deutsche Kunstausstellung 1943).[23]
- Deutsche Jugend (Große Deutsche Kunstausstellung 1944).[24]
- Altarkreuz St. Cäcilia Pfarrkirche Westönnen (1953).[25]
- Hölzerne Krippenfiguren in der Kirche St. Salvator in Köln-Weidenpesch (1958/70).[26]
- Ehrenmal in Verne (1964).[27]
- Wegkreuz in Mengede (1969).[28]
- Wasserträger im Gütersloher Stadtpark (1972, Auftragsarbeit für Hertz Rieger, gestohlen 2013).[29][30]
- Gemeinsam mit Ima Hartmann-Rochelle: Mosaikwand und Taufbecken in der Verkündigungsbasilika zu Nazareth.[31][32]